# 卡尔瓦利艾什 (米兰德拉)
卡尔瓦利艾什是葡萄牙布拉干萨区的一个堂区。总面积24.78平方公里，总人口1350人，人口密度54.5人/平方公里。